# Ермолова Гора
Ермолова Гора — деревня в Себежском районе Псковской области России. Входит в состав сельского поселения Себежское.

## География
Находится на юго-западе региона, в северной части района, напротив деревни Бутыньки,.
Уличная сеть не развита.

## История
В XIX веке земли поселения Ермолова Гора входили в состав Псковской губернии.
В 1941—1944 гг. местность находилась под фашистской оккупацией войсками Гитлеровской Германии.
До 1995 года деревня входила в Томсинский сельсовет. Постановлением Псковского областного Собрания депутатов от 26 января 1995 года все сельсоветы в Псковской области были переименованы в волости и деревня стала частью Томсинской волости.
В 2010 году Томсинская волость, вместе с Ермолова Гора и другими населёнными пунктами, была влита в состав нового муниципального образования «сельское поселение Себежское».

## Население
| 2001 | 2002 | 2010 |
| ---- | ---- | ---- |
| 25   | ↘20  | →20  |

Согласно результатам переписи 2002 года, в национальной структуре населения русские составляли 85 % от общей численности в 20 чел..

## Инфраструктура
Личное подсобное хозяйство.

## Транспорт
Деревня доступна по автодороге 58К-546 Идрица — Апросово.
От деревни начинается автомобильная дорога общего пользования местного значения «Ермолова Гора — Сляжино» (идентификационный номер 58-254-870 ОП МП 58Н-035), протяжённостью 5,25 км.